# Snowblind Studios
Snowblind Studios är en amerikansk datorspelsutvecklare, grundat år 1997 och ligger i Kirkland, Washington. Företaget ägs av Time Warner sedan 2009, genom sin företagsdivision Warner Bros. Interactive Entertainment.
Företaget är specialiserat på att utveckla datorrollspel (RPG) och har utvecklat spel som Top Gear-serien, Baldur's Gate: Dark Alliance och Champions of Norrath-serien.

## Spel
| Speltitel                               | Datum | Format                                     |
| --------------------------------------- | ----- | ------------------------------------------ |
| Top Gear: Overdrive                     | 1998  | Nintendo 64                                |
| Top Gear: Hyperbike                     | 2000  | Nintendo 64                                |
| Baldur's Gate: Dark Alliance            | 2001  | Playstation 2, Xbox                        |
| Champions of Norrath                    | 2004  | Playstation 2                              |
| Champions: Return to Arms               | 2005  | Playstation 2                              |
| Justice League Heroes                   | 2006  | Playstation 2, Playstation Portable, Xbox  |
| Death Tank                              | 2009  | Xbox Live Arcade                           |
| The Lord of the Rings: War in the North | 2011  | Playstation 3, Xbox 360, Microsoft Windows |